# 구글에 의한 검열
구글에 의한 검열은 구글과 그 자회사에 의한 검열을 말한다. 구글과 유튜브와 같은 자회사들은 회사 정책, 법적 요구, 정부의 검열 법률을 준수하기 위해 서비스에서 정보를 삭제하거나 누락했다.
수많은 정부가 구글에 콘텐츠 검열을 요청했다. 2012년, 구글은 법원 명령과 전화 통화를 통해 받은 요청의 절반 이상을 승인했다. 여기에는 사이트 또는 자회사 중 하나를 완전히 차단한 중국이나 이란은 포함되지 않았다.

## 구글 애드센스
2003년 2월, 구글은 대형 유람선 회사의 하수 처리 관행에 항의하는 비영리 단체인 오세아나의 광고를 중단했다. 구글은 편집 정책을 인용하며 "구글은 다른 개인, 단체 또는 조직에 반대하는 광고나 사이트를 받지 않는다"고 밝혔다.
2014년 4월, 구글은 낙태 찬성 로비 단체인 NARAL의 광고를 승인했지만, 일부 낙태 반대 위기 임신 센터(crisis pregnancy center)의 광고는 삭제했다. NARAL의 조사 결과 광고가 구글의 기만적인 광고 정책을 위반했다는 증거가 발견되자 구글은 웹 검색 광고를 삭제했다. NARAL에 따르면, 낙태 클리닉을 검색하는 구글 사용자들은 낙태 반대 임신 위기 센터 광고를 발견했다. 구글은 광고 관련성, 명확성, 정확성에 대한 광고 정책 기준을 적용함에 있어 회사 절차를 따랐다고 밝혔다.
2018년 9월, 구글은 러시아 야당 지지자들이 9월 9일 시위에 참여할 것을 촉구하는 유튜브 유료 광고를 삭제했다. 러시아의 중앙선거위원회는 이전에 구글에 광고 삭제를 요청하며, 투표 전 선거 관련 "침묵의 날"을 요구하는 선거법을 위반했다고 밝혔지만, 광고는 9월 9일 투표가 없는 지역과 당국이 연금 개혁 시위를 승인한 지역에서도 차단되었다.

## 구글 지도
2007년 3월, 미국 루이지애나에서 카트리나 피해를 보여주는 구글 지도의 저해상도 위성 이미지가 폭풍 이전의 고해상도 이미지로 대체되었다는 의혹이 제기되었다. 4월 구글 공식 블로그 게시물은 해당 이미지가 여전히 KML 형식으로 구글 어스나 구글 지도에서 볼 수 있다고 밝혔다.
2008년 3월, 구글은 펜타곤의 요청에 따라 군사 기지의 스트리트 뷰 및 360° 이미지를 삭제했다.
개인의 사생활과 익명성을 보호하기 위해 구글은 구글 스트리트 뷰에서 자동차 번호판과 얼굴이 포함된 사진을 선택적으로 흐리게 처리했다. 사용자들은 자신, 가족, 자동차 또는 집이 나오는 이미지에 대해 추가 흐림 처리를 요청할 수 있다. 사용자들은 또한 구글이 "부적절한 콘텐츠"라고 부르는 지적 재산권 침해, 노골적인 성적 콘텐츠, 불법적이거나 위험하거나 폭력적인 콘텐츠, 아동 위협, 혐오 발언, 괴롭힘 및 협박, 개인 또는 기밀 정보에 해당하는 이미지를 삭제해달라고 요청할 수 있다. 일부 국가(예: 독일)에서는 구글이 특정 건물의 이미지를 수정한다. 미국에서는 구글 스트리트 뷰가 연방 정부가 국가 안보에 중요하다고 판단하는 특정 이미지를 조정하거나 생략한다.

## 구글 검색
미국에서 구글은 DMCA 관련 법적 불만을 준수하기 위해 일반적으로 검색 결과를 필터링한다.
영국에서는 구글이 영국의 도덕적 권위주의와 성적 절대주의 사상에 도전한다고 주장하는 웹사이트인 Inquisition 21을 "검색 결과에서 제외"했다고 보도되었다. 구글은 나중에 Inquisition 21이 검색 결과를 조작하려고 시도했다고 시사하는 보도 자료를 발표했다. 독일과 프랑스에서는 한 연구에서 약 113개의 백인 민족주의, 나치, 반유대주의, 이슬람 극단주의 및 기타 유사한 웹사이트가 구글의 독일어 및 프랑스어 버전에서 삭제되었다고 보고했다. 구글은 그러한 자료가 포함된 사이트를 검색 결과에 포함시키지 않음으로써 이러한 법률을 준수했다. 그러나 구글은 검색 결과 페이지 하단에 제외된 결과의 수를 나열하고 설명을 위해 Lumen (이전에는 Chilling Effects)으로 연결한다.

### 로리콘 콘텐츠
2010년 4월 18일 기준, 구글은 일본어로 "매력적인 어린 소녀"를 의미하는 "로리콘"을 검색 결과에서 검열하여, 사용자가 일반적으로 노골적인 콘텐츠 결과로 이어지는 단어와 함께 해당 용어를 입력하더라도 로리콘 자료에 대한 결과를 숨긴다. "loli" 및 "lolita" 용어도 이 콘텐츠와 관련하여 검열을 받는다.

### SafeSearch 옵션 제거
구글 세이프서치는 1999년에 사용자가 검색 결과에서 포르노나 폭력과 같은 노골적인 콘텐츠를 필터링하는 데 도움을 주는 도구로 처음 도입되었다. 일부 사용자들은 세이프서치에 완전히 필터링되지 않은 옵션이 없는 것이 구글의 검열과 같다고 주장했다. 구글 대변인은 구글이 "어떤 성인 콘텐츠도 검열하고 있지 않다"고 말하며 동의하지 않았지만, "사용자가 특별히 검색하지 않는 한 성적으로 노골적인 결과를 표시하지 않는 것을 목표로 한다"고 밝혔다.

### 온라인 약국
FDA와의 합의에 따라 미국인이 더 저렴한 처방전을 이용할 수 있도록 허용하는 캐나다 약국의 구글 애드워즈 광고를 중단한 구글은 "불량 약국"의 가시성을 제한하기 위한 여러 준수 및 보고 조치에 동의했다. 구글과 안전한 인터넷 약국 센터의 다른 회원들은 검색 결과에서 불법 약국을 제거하고 FDA 및 인터폴과 함께 "판게아 작전"에 참여하고 있다.

### 검색 제안
2010년 1월, 구글은 다른 주요 종교에 대해서는 계속해서 자동 제안을 제공하는 반면, "이슬람은"이라는 용어로 시작하는 모든 검색에 대한 자동 제안을 중단했다고 보고되었다. Wired.com에 따르면, 구글 대변인은 "이것은 버그이며 가능한 한 빨리 수정하기 위해 노력하고 있다"고 밝혔다. "이슬람은"에 대한 제안은 그 달 말에 다시 제공되었다. 그럼에도 불구하고 구글은 자동 완성 제안에서 특정 단어를 계속 필터링하며, 이를 "잠재적으로 부적절한" 것으로 묘사한다.
잡지인 2600: The Hacker Quarterly는 구글 인스턴트에 의해 제한되는 단어 목록을 작성했다. 이 단어들은 회사의 인스턴트 검색 기능이 검색하지 않을 단어들이다. 대부분의 용어는 종종 저속하고 비하적인 성격이지만, "Myleak"을 포함한 일부 관련 없어 보이는 검색도 삭제되었다.
2011년 1월 26일 기준, 구글의 자동 완성 기능은 "BitTorrent," "Torrent," "uTorrent," "Megaupload," "Rapidshare"와 같은 특정 단어를 완성하지 않았으며, 구글은 스팸으로 간주되거나 검색 결과를 조작하려는 의도가 있는 것으로 알고리즘이 판단한 검색어 또는 구문을 적극적으로 검열했다.
2012년 9월, 여러 출처에서 구글이 인스턴트 검색을 위한 블랙리스트 용어 목록에서 "양성애자"를 제거했다고 보도되었다.
2022년 12월, 구글은 "중국의 시위"라는 용어가 포함된 모든 검색에 대해 자동 완성 제안을 중단했다고 보도되었으며, 다른 국가에 대해서는 계속해서 자동 완성 제안을 제공했다.

### 검색 불가능
2013년, 스웨덴어판 '검색 불가능'(ogooglebar)이라는 단어를 새로운 단어 목록에 포함시켰다. 이 단어는 "어떤 검색 엔진으로도 찾을 수 없는 것"으로 정의되었다. 구글은 이 정의에 이의를 제기하며, 구글 검색에만 해당되기를 원했고, 언어 위원회는 법적 분쟁을 피하기 위해 이를 삭제했으며, 구글이 "스웨덴어를 통제하려 한다"고 비난했다.

### 유출된 유명인 콘텐츠
2014년 8월 31일, 다양한 유명인의 누드 및 노골적인 콘텐츠가 포함된 거의 200장의 개인 사진이 특정 웹사이트에 공개되었다. 구글은 얼마 지나지 않아 사용자를 해당 콘텐츠로 직접 연결하는 대부분의 검색 결과를 삭제했다.

### COVID-19 팬데믹 관련 콘텐츠
한 호주 연구에 따르면, COVID-19 관련 구글 검색 결과는 심하게 큐레이션되었으며, 사용자에게 그러한 큐레이션이 진행되고 있다는 어떠한 표시도 제공되지 않았다. 구글은 COVID-19 lab leak theory 관련 검색어에 대한 자동 완성 제안을 삭제했다.

### 국제적

#### 오스트레일리아
2010년 1월, 구글 오스트레일리아는 호주의 인종 차별 금지법을 위반한다고 인용하며, 풍자 웹사이트인 Encyclopedia Dramatica의 "Aboriginal" 기사에 대한 링크를 삭제했다. 2011년 웹사이트 도메인이 변경된 후, 해당 기사는 구글 오스트레일리아의 검색 결과에 다시 나타났다.

#### 캐나다
2014년 6월 19일, 구글은 브리티시컬럼비아주 대법원으로부터 Datalink라는 회사의 웹사이트로 연결되는 검색 결과를 삭제하라는 명령을 받았다. 문제의 웹사이트들은 Datalink가 Equustek Solutions로부터 훔쳤다고 주장되는 네트워크 장치 기술을 판매한다. 구글은 캐나다인이 주로 사용하는 google.ca에서 자발적으로 링크를 제거했지만, 법원은 전 세계 모든 구글 사이트에 적용되는 임시 금지 명령을 승인했다. 구글은 캐나다 법률이 전 세계에 강제될 수 없다고 주장했지만, 2014년 6월 17일까지 법원 판결을 준수해야 했다.

#### 중화인민공화국
구글은 2010년 3월까지 "만리방화벽"으로 알려진 필터를 통해 시행되는 중국의 인터넷 검열 정책을 준수했다. Google.cn 검색 결과는 중국공산당에 해롭다고 인식되는 결과를 표시하지 않도록 필터링되었다. 구글은 일부 검열이 구글 전체를 차단하는 것을 막기 위해 필요하다고 주장했는데, 이는 2002년에 발생했던 일이다.
구글은 차단된 콘텐츠를 검색한 사용자에 대한 정보를 정부에 제공할 계획이 없으며, 사용자가 해당 콘텐츠를 검색하려고 할 때 콘텐츠가 제한되었음을 알릴 것이라고 주장했다. 2009년 기준, 구글은 중국 기반의 주요 검색 엔진 중 유일하게 검색 결과가 차단되거나 숨겨졌을 때 사용자에게 명시적으로 알렸다. 2012년 December월 기준, 구글은 검색 중 특정 쿼리에 대한 검열 가능성을 더 이상 사용자에게 알리지 않는다. 중국 정부는 과거 AltaVista, Yahoo, Google과 같은 인기 검색 엔진에 대한 시민들의 접근을 제한했지만, 완전한 금지는 이후 해제되었다. 그러나 정부는 인터넷 콘텐츠 필터링에 여전히 적극적이다. 2005년 10월, 블로거 플랫폼과 구글 캐시 접근은 중국 본토에서 이용 가능해졌다. 그러나 2005년 12월, 일부 중국 본토 블로거 사용자들은 사이트 접근이 다시 제한되었다고 보고했다.
2006년 1월, 구글은 중국 버전의 구글인 Google.cn이 중국 정부가 제공하는 특정 키워드를 필터링할 것이라는 데 동의했다. 구글은 검색 결과가 검열될 때 사용자에게 알리고, "Gmail이나 블로거와 같은 개인적이거나 기밀 데이터를 포함하는 서비스는 본토에서 유지하지 않을 것"이라고 약속했다. 구글은 차단된 콘텐츠를 검색한 사용자에 대한 정보를 정부에 제공할 계획이 없으며, 사용자가 해당 콘텐츠를 검색하려고 할 때 콘텐츠가 제한되었음을 알릴 것이라고 밝혔다. 검색자들은 "현지 법률 및 정책에 따라 일부 결과가 표시되지 않았다"는 메시지를 만날 수 있다. 구글은 "검색 결과를 삭제하는 것은 구글의 사명과 일치하지 않는다"는 성명을 발표했지만, 대안인 전체 차단(또는 "정보가 없는 심각하게 저하된 사용자 경험")은 "우리의 사명과 더욱 일치하지 않는다"고 밝혔다. 처음에는 검열된 Google.cn과 검열되지 않은 중국어 Google.com 모두 이용 가능했다. 그러나 2006년 6월, 중국은 Google.com을 다시 차단했다.
일부 중국 인터넷 사용자들은 구글이 중국 정부가 자국민, 특히 정부에 반대하고 인권을 옹호하는 사람들을 억압하는 데 도움을 주었다고 비판했다. 게다가 구글은 중국의 요구에 동의하면서 동시에 미국 정부의 유사한 정보 요청에 맞서 싸운 것에 대해 Free Media Movement와 국경 없는 기자회로부터 비난을 받고 위선적이라는 비판을 받았다. 구글 차이나는 또한 국경 없는 기자회, Human Rights Watch, 그리고 Amnesty International로부터 비난을 받았다.
2006년 2월 14일, 시위대들은 구글 차이나 정책에 대한 불만을 표시하기 위해 발렌타인 데이에 구글을 불매하기로 합의하는 "구글과의 대규모 결별"을 조직했다.
2009년 6월, 구글은 중국 정부로부터 성적으로 노골적인 콘텐츠를 포함한 일부 해외 웹사이트를 차단하라는 명령을 받았다. 구글은 중국 불법 정보 보고 센터(CIIRC)로부터 성적인 내용을 포함하는 검색 결과를 허용했다고 비난받았고, 회사가 "막대한 양의 포르노 및 음란 콘텐츠"의 확산 채널이라고 주장했다.
2010년 1월 12일, 중국 반체제 인사들의 정보에 접근하려는 구글 서버 해킹 시도에 대응하여 구글은 "우리는 더 이상 Google.cn에서 검색 결과를 검열하는 것을 계속할 의향이 없으므로, 앞으로 몇 주 동안 중국 정부와 필터링되지 않은 검색 엔진을 법률 내에서 운영할 수 있는 기반에 대해 논의할 것이다."라고 발표했다.
2010년 3월 22일, 중국 당국과의 협상이 합의에 이르지 못하자, 회사는 검열을 준수하는 Google China 서비스를 중국 검열 법률의 관할권 밖에 있는 구글 홍콩 서비스로 리디렉션했다. 그러나 적어도 2010년 3월 23일 현재, "만리방화벽"은 "Falun gong" 및 "6월 4일 사건"(1989년 천안문 사건)과 같은 논란이 되는 용어에 대해 홍콩 포털인 www.google.com.hk (미국 포털인 www.google.com과 마찬가지로)에서 검색 결과를 계속 검열하고 있다.
2018년 8월, 구글이 중국 정부가 부과한 제한에 따라 콘텐츠를 검열할 중국용 검색 엔진 버전을 개발 중이라는 사실이 밝혀졌다. 이 프로젝트는 회사 내 소수 직원들이 작업했으며 코드명은 Dragonfly였다. 많은 구글 직원들이 이 프로젝트에 대해 우려를 표명했으며, 일부는 사임했다. 2019년, 구글의 공공 정책 담당 부사장인 카란 바티아는 미국 상원 사법위원회에서 Dragonfly 프로젝트가 종료되었다고 증언했다.
2023년 2월, 자유아시아방송은 중국공산당 중앙위원회 총서기 시진핑을 풍자하는 유튜브 콘텐츠가 유튜브의 저작권 침해 보고 시스템을 이용해 일상적으로 삭제되고 있다고 보도했다.
2025년 2월 15일, 가디언은 구글 차이나가 유튜브 동영상과 같이 반국가 시위자나 정치인들 사이의 부정부패를 비판하고 주장하는 콘텐츠를 삭제했다고 보도했다. 경찰과 국내 정치 스파이 네트워크를 감독하는 중국 공안부의 요청에 따라 구글은 200개 이상의 동영상을 삭제했다.공안부는 412개 삭제를 요청했으며, 그 중 346개는 "중화인민공화국의 정치 체제 내 부패 의혹 또는 최고위 공무원에 대한 이야기"를 담고 있었다. 구글은 또한 표현의 자유에 대한 중국의 탄압을 도왔으며, 중국 주석인 시진핑을 사칭한 프로필을 삭제했다. 온라인 사칭 계정은 2015년 중국 시민들이 시진핑을 은밀히 비판하고 세계에서 가장 엄격한 검열법을 우회하는 데 사용하면서 금지되었다.

#### 유럽 연합
2014년 7월, 구글은 유럽 연합 검색 엔진에서 잊힐 권리 요청에 따라 특정 검색 결과를 삭제하기 시작했다. 특정 개인 이름을 검색할 때 링크가 삭제된 기사 중에는 투자 은행 메릴린치의 전 회장인 Stanley O'Neal이 은행이 막대한 손실을 입은 후 강제 퇴출된 것에 대한 BBC 기자 로버트 페스턴의 2007년 블로그가 포함되었다. 페스턴은 구글이 "...자신을 망각 속으로 던져 넣었다"고 비판했다.
가디언은 전 스코틀랜드 축구 심판과 관련된 세 건을 포함하여 6건의 기사가 "숨겨졌다"고 보도했다. 프랑스 사무실 직원들의 포스트잇 사용에 관한 기사와 로스쿨 이사회 선거에 출마한 변호사의 사기 재판이 무산된 것에 관한 기사를 포함한 다른 기사들도 영향을 받았다.
스카이 뉴스 오스트레일리아는 2013년 켈리 오스본이 Fashion Police 촬영장에서 병에 걸렸다는 기사가 삭제되었다고 보도했다.
옥스퍼드 메일은 발행사가 2006년 상점 절도 유죄 판결에 대한 기사 링크가 삭제되었다는 구글의 통보를 받았다고 보도했다. 신문은 누가 구글에 검색 결과를 삭제해달라고 요청했는지는 알 수 없지만, 2010년 이전에 Press Complaints Commission (PCC)에 기사의 정확성에 대한 불만이 제기된 적이 있으며, 해당 보고서가 "당황스러운" 상황을 유발하고 있으므로 기사를 신문 웹사이트에서 삭제해달라고 요청했다고 밝혔다. 신문은 기사에 두 가지 사실적 수정이 이루어졌으며 PCC는 불만을 기각했다고 밝혔다.
재무장관 조지 오스본의 형제가 이슬람으로 개종한 것에 대한 기사가 잊힐 권리 규정에 따라 알 수 없는 사람의 요청으로 구글에서 삭제되었다.
텔레그래프는 전 로스쿨 회장이 부회장에 대한 불만을 위조했다는 주장에 대한 자사 웹사이트의 보고서 링크가 숨겨졌다고 보도했다. 가디언과 The Independent의 같은 이야기에 대한 기사 검색 결과도 삭제되었다. 인디펜던트는 자사의 기사와 2004년 인도양 쓰나미에 관한 기사, 그리고 1998년 소파 디자인의 새로운 트렌드에 관한 기사가 삭제되었다고 보도했다. 텔레그래프는 또한 2008년 학생의 음주 운전 유죄 판결과 2001년 두 형제가 폭행으로 각각 9개월의 징역형을 선고받은 사건에 대한 기사 링크가 삭제되었다고 보도했다.
스페인 신문 엘 문도(El Mundo)는 2008년 뉴스 보도에 따라 일부 결과가 숨겨졌다고 보도했는데, 이 보도는 모기지 오판매 스캔들에 연루된 Riviera Coast Invest 경영진에 대한 스페인 대법원의 판결을 다루고 있었다.
2014년 7월 5일, 독일 뉴스 매거진 데어 슈피겔은 사이언톨로지에 관한 기사에 대한 검색 결과가 삭제되었다고 보도했다.
2014년 8월 19일, BBC는 구글이 BBC 뉴스 기사 링크 12개를 삭제했다고 보도했다.

#### 독일과 프랑스
2002년 10월 22일, 한 연구에서 구글의 독일어 및 프랑스어 버전에서 약 113개의 인터넷 사이트가 삭제되었다고 보고했다. 이러한 검열은 주로 백인 민족주의, 나치, 반유대주의, 이슬람 극단주의 웹사이트, 그리고 적어도 하나의 근본주의 기독교 웹사이트에 영향을 미쳤다. 프랑스와 독일 법률에 따라 혐오 발언과 홀로코스트 부정은 불법이다. 독일의 경우, 연방 청소년 보호를 위한 미디어 검사 위원회가 청소년에게 유해하다고 판단하는 YouPorn과 BME와 같은 폭력적이거나 성 관련 사이트도 검열된다.
구글은 그러한 자료가 포함된 사이트를 검색 결과에 포함시키지 않음으로써 이러한 법률을 준수했다. 그러나 구글은 검색 결과 페이지 하단에 제외된 결과의 수를 나열하고 설명을 위해 Lumen (이전에는 Chilling Effects로 알려짐)으로 연결한다.

#### 스웨덴
2018년 3월, 구글은 스웨덴에서 워드프레스 호스팅 사이트를 검색 결과에서 제외했다. 이는 타블로이드 신문 엑스프레센과 일간지 다겐스 뉘헤테르가 구글, 유튜브, 페이스북을 대상으로 한 격렬한 언론 보도 이후였다. 해당 워드프레스 사이트는 스웨덴 공공 부문의 유대인 목록을 나열하고, 두 신문의 소유주인 주요 출판사 Bonnier Group에 반대하는 선동을 하고 있었다.
스웨덴에서 완벽하게 합법적이었음에도 불구하고, 워드프레스 사이트는 반유대주의적이라고 묘사되었다. 보니에르 신문은 구글이 그러한 콘텐츠를 홍보해서는 안 되며, 특히 높은 순위로 홍보해서는 안 된다고 주장했다. 스웨덴 녹색-좌파 정부의 장관들은 이러한 정서에 동의하며, 구글이 알고리즘을 조정하고 "위협과 증오"(hot och hat) 콘텐츠를 제외하지 않으면 국내 및 EU 규제를 위협했다. 구글은 결국 저작권 주장으로 인해 스웨덴에서 해당 사이트를 제외했다.
위 신문들은 또한 유튜브 채널 그란스크닝 스베리예(Granskning Sverige, 스웨덴 감시)가 극우 콘텐츠를 담고 있다고 비난했다. 이 채널은 회원들이 당국, 언론인 및 기타 공인에게 전화하여 녹음된 인터뷰를 채널의 극우적 세계관에 맞게 재편집하는 "트롤 공장"으로 묘사되었다. 인터뷰는 검은 배경에 채널 로고와 인터뷰 관련 신문 기사의 스크린 덤프가 간헐적으로 사용되어 방송되었다. 구글은 결국 요구를 수용하여 저작권 침해 및 이용 약관 위반을 이유로 채널을 폐쇄했다.
2018년 4월 13일, 구글은 스웨덴 정부와 만나 미디어 환경에서 검색 회사의 역할에 대해 논의했다. 모건 요한슨 법무부 장관(사회민주당)과 피터 에릭슨 디지털화 장관(녹색당)은 "불법적"이고 "유해한" 콘텐츠가 구글에 의해 조장되고 있으며, "트롤"이 다가오는 스웨덴 의회 선거에 부정적인 영향을 미칠 수 있다는 우려를 표명했다. 구글은 알고리즘을 개선하고, "위협과 증오"가 구글 검색 및 유튜브 동영상에서 제거되도록 더 많은 직원을 고용하기로 합의했다. 비평가들은 민간 국제 기업이 법원의 지시 없이 현지 규정을 준수하기 위해 검열을 시행해야 하며, 표현의 자유가 가속화되는 속도로 악화되고 있다고 우려를 표명했다.

#### 인도
2016년 9월, Ministry of Health and Family Welfare는 구글이 인도에서 불법인 prenatal sex discernment 검색 결과와 광고를 검열하는 데 동의했다고 밝혔다.

#### 이스라엘
2015년부터 구글은 이스라엘에서 개그 오더(gag order)에 따라 검색 엔진에서 명예 훼손성 검색 결과를 삭제했다.

#### 러시아
2020년 6월부터 2024년 6월까지 4년 동안 러시아는 삭제 요청의 60% 이상을 차지했다. 러시아의 인터넷 검열기관인 Roskomnadzor는 구글과 가장 자주 통신하는 정부 기관 중 하나이며, 일부 보고서에서는 "로스코"라는 별명을 얻었다. 구글은 "정치인들 사이의 부패"를 폭로하고 "부패한 정치인들에 대한 폭력적인 행동의 수사적 위협"을 가했다고 주장하는 유튜브 동영상을 삭제했다.
러시아 시민들도 회사의 블로거 플랫폼에서 특정 게시물을 볼 수 없게 되었는데, 이는 "러시아 군사 역사와 정책, 그리고 러시아 애국적인 공휴일에 대한 비판을 포함했다." 또한 "러시아 마을 주민들에 대한 폭력을 선동했다"고 보고서는 밝혔다.
2022년, 회사는 러시아 연방에 대한 시위를 촉구하는 여러 유튜브 동영상을 검열했다. 푸틴을 비판하는 다른 콘텐츠들도 2021년 9월 선거 기간 동안 일시적으로 차단되었는데, 여기에는 고인이 된 러시아 야당 지도자 알렉세이 나발니의 전략 투표 권고가 포함되었다. 로스콤나조르 "및 기타 러시아 정부 기관"은 구글에 나발니의 스마트 보팅(Smart Voting) 앱을 플레이 스토어에서 삭제해달라고 요청했고, 구글은 이에 응했다.

#### 영국
2006년 9월 21일, 구글이 영국의 도덕적 권위주의와 성적 절대주의 사상에 도전한다고 주장하는 웹사이트인 Inquisition 21을 "검색 결과에서 제외"했다고 보도되었다. Inquisition 21에 따르면, 구글은 "미국과 영국의 법 집행 기관이 주요 위법 행위에 대한 새로운 정보를 억압하려는 캠페인을 지원하는" 행동을 하고 있었는데, 이는 아동 포르노 시청자들을 대상으로 한 광범위하고 많은 비판을 받은 법 집행 캠페인인 오퍼레이션 오레를 수행한 사람들에 대한 법적 조치에 대한 자체 조사에서 폭로되었다고 주장했다. 구글은 Inquisition 21이 검색 결과를 조작하려고 시도했다고 시사하는 보도 자료를 발표했다.

#### 미국
구글은 DMCA 관련 법적 불만을 준수하기 위해 일반적으로 검색 결과를 삭제한다.
2002년, "사이언톨로지 변호사의 협박 편지 처리 방식에 대한 비판에 대한 명백한 반응으로," 구글은 DMCA "삭제" 편지를 공개하기 시작했고, 그러한 통지를 인터넷 사용자 및 인터넷 사이트에 대한 법적 위협을 보관하는 Chilling Effects 아카이브(현재 Lumen)에 게시했다.
2016년 중반, 구글은 작가 데니스 쿠퍼가 익명의 한 건의 불만 제기 후 경고나 설명 없이 그의 블로그와 Gmail 계정을 삭제한 후 두 달 간의 대치 상태에 있었다. 이 사건은 전 세계 언론의 주목을 받았고, 결국 구글은 쿠퍼의 콘텐츠를 그에게 돌려주었다.
2018년 중반, 구글은 음모론자 앨릭스 존스가 자회사인 유튜브를 이용하는 것을 영구적으로 금지했다. 존스의 채널 InfoWars는 이에 대해 "회사의 검열"을 비난하며 반응했다.
2019년 중반, 구글은 털시 개버드 후보가 대중의 관심이 최고조에 달했을 때 그녀의 대통령 선거 운동 광고를 중단시킨 것으로 알려졌다. 개버드는 구글을 상대로 5천만 달러의 손해배상 소송을 제기했다.

### 글로벌 차단
2017년 6월, 캐나다 대법원은 구글이 전 세계적으로 검색 결과를 삭제하도록 강제될 수 있다고 판결했다. Human Rights Watch, BC Civil Liberties Association, Electronic Frontier Foundation을 포함한 시민 자유 단체들은 이것이 인터넷 검열의 선례를 만들 것이라고 주장한다. 항소에서 구글은 명령의 전 세계적 적용 범위가 불필요하며 표현의 자유에 대한 우려를 제기한다고 주장했다. 법원은 "[그들은] 현재까지 표현의 자유가 불법적인 상품 판매를 촉진해야 한다고 받아들이지 않았다"고 적었지만, OpenMedia 대변인 데이비드 크리스토퍼는 "정부와 상업 단체들이 이 판결을 검열 요청을 정당화하는 것으로 간주하여 전 세계 반대편의 법원 명령으로 인해 완벽하게 합법적이고 정당한 콘텐츠가 웹에서 사라질 수 있는 큰 위험이 있다"고 경고했다.

## 구글 플레이
2021년 9월 17일, 구글은 러시아 야당이 선거 기간 동안 집권당인 통합 러시아에 맞서 투표 전략을 조율하는 데 사용했던 스마트 보팅(Smart Voting) 앱을 삭제했다. 이 앱은 러시아 정부의 위협 이후 삭제되었다.

## 유튜브
동영상 공유 웹사이트이자 구글의 자회사인 유튜브는 서비스 약관에 따라 저작권을 위반하거나 포르노그래피, 불법 행위, 무의미한 폭력, 혐오 발언, 그리고 COVID-19에 대한 오정보로 간주되는 동영상 게시를 금지한다. 이러한 약관을 위반하는 사용자가 게시한 동영상은 삭제될 수 있으며, "이 동영상은 서비스 약관 위반으로 인해 삭제되었습니다."라는 메시지로 대체된다.

### 일반 검열
2007년 9월, 유튜브는 무바라크 정권 하에서 경찰의 잔혹 행위, 투표 부정, 반정부 시위 동영상을 게시했던 이집트 활동가 Wael Abbas의 계정을 차단했다. 그 직후, 그의 계정은 복구되었고, 187개의 동영상도 함께 복구되었다.
2006년 태국은 유튜브가 삭제하라는 명령을 내린 20개의 공격적인 동영상을 확인한 후 유튜브 접근을 차단했다. 2007년 터키 판사는 무스타파 케말 아타튀르크를 모욕하는 동영상(이는 터키 형법 제301조의 터키 민족 모욕 금지 조항에 해당한다) 때문에 터키에서 유튜브를 차단하라는 명령을 내렸다.
2008년 2월, 파키스탄 통신 당국은 파키스탄에서 유튜브를 금지했지만, 차단 방식 때문에 우연히 몇 시간 동안 전 세계적으로 웹사이트 접속이 불가능해졌다. 네덜란드 정부 관계자가 이슬람에 대해 논란이 되는 종교적 발언을 유튜브가 삭제한 후 금지가 해제되었다.
2008년 10월, 유튜브는 팻 콘델의 "Welcome to Saudi Britain"이라는 동영상을 삭제했다. 이에 팬들은 직접 동영상을 다시 업로드했고 National Secular Society는 유튜브에 항의 서한을 보냈다.
2016년, 유튜브는 파키스탄 정부가 불경하다고 간주하는 콘텐츠를 검열하기 위해 파키스탄 사용자들을 위한 현지화된 파키스탄 버전의 웹사이트를 출시했다. 그 결과, 파키스탄 정부에 의한 3년간의 유튜브 금지가 해제되었다.
2017년 7월, 유튜브는 테러 이념을 반박하기 위해 추천 동영상을 수정하기 시작했다. 2017년 8월, 유튜브는 종교적이고 논란의 여지가 있는 동영상에 대한 새로운 "제한 상태"를 설명하는 블로그 게시물을 작성했는데, 이는 댓글, 좋아요, 수익 창출 및 추천 동영상을 허용하지 않았다.
2017년 10월, PragerU는 유튜브를 고소했는데, 유튜브의 "제한 모드"와 "수익 창출 중단" 시청자 제한 필터를 "자의적이고 변덕스럽게" 사용하여 콘텐츠를 억압함으로써 미국 수정 헌법 제1조에 따른 표현의 자유 침해를 주장했다. 미국 지방 항소 법원은 2020년 2월에 이 소송을 기각했는데, 이는 "그 보편성과 대중 지향적 플랫폼으로서의 역할"에도 불구하고 유튜브는 여전히 사설 플랫폼으로 간주되기 때문이라고 밝혔다(미국 수정 헌법 제1조는 국가 행위자에게만 적용된다).
2017년 12월, 유튜버들이 "AdPocalypse"라고 부르는 사건이 발생했는데, 유튜브의 자동 콘텐츠 규제 도구가 회사의 광범위한 "광고주 친화적이지 않은" 범주에 어긋나는 콘텐츠의 수익 창출을 중단하기 시작했다. 다음 4월, 새로운 규칙이 제정되면서 "개인 총기 판매를 촉진하거나 총기 판매 웹사이트로 연결되는" 동영상을 제한하는 새로운 규칙이 제정되면서 수많은 총기 관련 채널이 유튜브의 추가적인 규제를 받기 시작했다. 그 결과, 인기 있는 총기 유튜버 Hickok45의 계정은 삭제되었다가(이후 항의가 빗발치자 복구되었다).
2018년 3월, The Atlantic은 유튜브가 언론인 Daniel Lombroso가 백인 민족주의자 리처드 스펜서가 2016년 대통령 선거에서 도널드 트럼프의 승리를 축하했던 National Policy Institute의 연례 회의에서 연설한 동영상을 검색 결과에서 제외한 것을 발견했다. The Atlantic이 불만을 제기하자 유튜브는 동영상을 다시 올렸다.
2019년 6월 5일, 유튜브는 혐오 발언 및 우월주의 콘텐츠를 금지하고 온라인에서 폭력적인 극단주의 콘텐츠의 확산을 제한하기 위해 증오 발언 정책을 업데이트했다. 이 정책은 연령, 성별, 인종, 카스트, 종교, 성적 지향 또는 참전 용사 지위와 같은 특성을 기반으로 차별, 분리 또는 배제를 정당화하는 콘텐츠로 확대된다. 예를 들어, 나치 이념, 홀로코스트 부정, 샌디 훅 음모론, 또는 지구 평면론과 같은 동영상을 포함한다. 이 정책은 또한 "가짜 기적 치료법"과 같은 경계선 콘텐츠와 유해한 오정보를 줄이는 것을 목표로 한다.
2020년 2월, 유튜브는 신종 코로나바이러스(SARS-CoV-2) 관련 콘텐츠를 "민감한 주제" 광고주 친화적 콘텐츠 가이드라인을 인용하며 삭제 또는 수익 창출 중단으로 검열하기 시작했다고 보도되었다.
2020년, 공화당 상원의원 랜드 폴은 유튜브가 우크라이나 내부고발자로 알려진 사람의 이름을 언급한 그의 연설 동영상을 삭제한 것에 대해 유튜브를 비판했다.
2020년 10월, 퓨디파이는 유튜브에 의해 섀도우 밴을 당한 것으로 알려졌으며, 이로 인해 그의 채널과 동영상이 검색 결과에서 사용할 수 없게 되었다. 그러나 유튜브는 그를 섀도우 밴하지 않았다고 부인했으며, COVID-19 팬데믹으로 인해 인간 검토가 제한되었다고 밝혔다. 유튜브는 퓨디파이 자신, 그의 팬, 다른 유튜버들, 그리고 네티즌들로부터 비판을 받았다.
2021년 2월 초, 유튜브는 독립 언론인 Ford Fischer의 News2Share나 Status Coup와 같은 진보 언론 매체가 촬영한 2021년 미국 국회의사당 습격에 대한 원본 영상을 오정보 정책 위반을 이유로 삭제했다. 대형 언론사에서 재사용된 동일한 영상은 여전히 유튜브 계정에 남아 있었다. Fischer를 비롯한 일부 독립 언론인과 The Progressive Soap Box(진행자 Jamarl Thomas), Political Vigilante(Graham Elwood), Franc Analysis, The Convo Couch와 같은 진보 언론 매체는 유튜브로부터 수익 창출이 중단되었고, 일부는 슈퍼챗 기능이 차단되었다. Fischer는 나중에 유튜브가 "과도한 집행"을 인정하자 다시 수익 창출이 가능해졌다.

### 중국 관련 콘텐츠
적어도 2019년 10월부터 유튜브는 "우마오당"(五毛党)와 그 축약형인 "50 Cent"(五毛)를 포함하는 모든 댓글을 자동으로 삭제하고 있었다. 또한 중국공산당을 "밴딧"(共匪)이라고 언급하는 모든 댓글도 삭제하고 있었다. 2020년 5월, 유튜브는 The Verge에 이러한 삭제가 "오류로 인해" 발생했다고 밝혔다.
2021년 6월, MIT Technology Review와 Reuters는 유튜브가 중국의 위구르족 박해 증언을 기록한 인권 단체의 동영상을 삭제했다고 보도했다.
2023년 10월, 자유아시아방송은 유튜브가 "사이버 괴롭힘"을 이유로 중국공산당 중앙위원회 총서기 시진핑을 풍자하는 채널을 반복적으로 삭제했다고 보도했다.

### 광고주 친화적인 콘텐츠
유튜브 정책은 동영상에 광고를 통해 수익을 창출하는 것을 제한하는데, 여기에는 폭력, 언어, 성적 콘텐츠, "논란이 되거나 민감한 주제 및 사건(전쟁, 정치적 갈등, 자연재해, 비극 관련 주제 포함, 그래픽 이미지가 표시되지 않더라도)"이 포함된다. 단, 콘텐츠가 "일반적으로 뉴스 가치가 있거나 코믹하며 제작자의 의도가 정보를 제공하거나 즐거움을 주는 것"인 경우는 예외이다.
2016년 8월 31일, 유튜브는 "광고주 친화적인 콘텐츠" 규칙 위반 사실을 사용자에게 알리고 이의를 제기할 수 있는 새로운 시스템을 도입했다. 이 시스템이 도입된 후, 많은 유명 유튜브 사용자들은 유튜브가 스킨케어, 정치, LGBTQ 역사와 같은 다양한 주제를 다루는 동영상에 대해 자의적으로 수익 창출을 비활성화함으로써 사실상 검열에 참여하고 있다고 비난하기 시작했다. Philip DeFranco는 동영상으로 돈을 벌 수 없다는 것이 "다른 이름의 검열"이라고 주장했으며, Vlogbrothers도 마찬가지로 유튜브가 "자타리 난민 캠프: 난민 캠프에서 온 생각들"과 "성기처럼 보이는 채소들"을 모두 플래그 지정했다고 지적했다(전자의 플래그 지정은 결국 뒤집혔지만). "#YouTubeIsOverParty" 해시태그는 논란을 논의하는 수단으로 트위터에서 널리 사용되었다. 유튜브 대변인은 "[그들의] 광고주 친화적 우려로 인한 동영상 수익 창출 중단 정책은 변하지 않았지만, [그들은] 최근 알림 및 이의 제기 절차를 개선하여 [그들의] 제작자에게 더 나은 의사 소통을 보장한다"고 밝혔다.
2017년 3월, 많은 주요 광고주와 유명 기업들이 광고가 불쾌하거나 극단주의적인 콘텐츠에 나타나는 것에 대한 우려로 유튜브에서 광고 캠페인을 철회하기 시작했는데, 이는 유튜브 커뮤니티에서 "보이콧"으로 불렸다. 유튜브의 유명인사인 퓨디파이는 이러한 보이콧을 "애드포칼립스(adpocalypse)"라고 묘사하며, 자신의 동영상 수익이 YouTube Red 구독 수익 분배(구독자 조회수에 따라 나뉜다)보다 광고 수익이 적어질 정도로 떨어졌다고 언급했다. 2017년 4월 6일, 유튜브는 파트너 프로그램의 변경 사항을 발표하며, 총 동영상 조회수가 10,000회 이상인 검증된 채널에만 새로운 회원 자격을 제한했다. 유튜브는 이러한 변경 사항이 "규칙을 준수하는 크리에이터에게만 수익이 돌아가도록 보장하기 위해" 이루어졌다고 밝혔다.
콘텐츠 제작자 검토 외에도 유튜브는 각 동영상의 댓글 섹션을 검토한다. 2024년 10월부터 2024년 12월까지 유튜브는 10억 개 이상의 댓글을 삭제했다. 이 댓글 중 99.7%는 자동으로 삭제되었다. 삭제의 가장 흔한 이유는 스팸, 사기 또는 오해의 소지가 있는 것으로 식별된 경우(81.7%)였고, 그 다음은 괴롭힘/사이버 괴롭힘으로 식별된 경우(6.6%)였다. 오탐으로 인해 사용자들은 삭제 기준에 대해 추측하게 되었고, 이는 수요를 충족시키기 위한 동영상 제작의 증가로 이어졌다. 일반적인 답변으로는 동영상 간의 댓글 유사성(스팸성), 외부 링크(채널 소유자가 링크 사용을 금지할 수 있는 옵션이 있음), 또는 유튜브나 채널 소유자가 금지한 단어 사용 등이 있다. 게시물은 채널 소유자가 검토할 때까지 게시가 보류될 수 있다. 댓글은 작성자에게는 보이지만 다른 사람에게는 보이지 않을 수 있어, 작성자는 커뮤니티 규칙이 준수되고 있다는 잘못된 인상을 받을 수 있다. 다른 계정에서는 댓글이 '최신순'으로 정렬될 때만 보이거나 전혀 보이지 않을 수 있다. 삭제는 또한 계정 의존적이다. 동일한 댓글 스레드에서 특정 단어를 제거해야 게시될 수 있지만, 다른 계정은 이미 해당 단어를 사용했음에도 아무런 문제가 없었다. 금지된 단어를 결정하는 어려운 작업을 더욱 혼란스럽게 만드는 것은 부분적인 금지, 즉 여러 개의 의미가 담긴 단어가 개별 게시물에서는 삭제로 이어지지 않을 수 있지만, 한 게시물에 모이면 임계값을 넘어 삭제될 수 있다는 것이다. 또한 댓글과 동영상에 비추천을 누르는 데 사용되는 계정은 다른 사람들이 스팸이나 불쾌한 게시물로 신고한 댓글을 볼 수 없도록 보호될 수 있는데, 이는 사람들이 게시물을 스팸이나 불쾌한 것으로 신고할 때 의도하는 결과가 아닐 것이다. 따라서 계정 1에서 계정 2의 댓글이 삭제되었는지 확인하는 것은 오탐을 야기할 수 있다. 계정 3은 댓글을 비추천하지 않으면 계정 2의 댓글을 계속 볼 수 있다.

### 제한 모드에서 LGBT 콘텐츠 검열
2017년 3월, "제한 모드" 기능은 인간의 성 및 성적 및 젠더 정체성 문제를 다루는 동영상을 필터링하는 것에 대해 유튜브의 LGBT 커뮤니티로부터 비판을 받았다. 성교에 대한 명시적인 언급이나 부적절한 콘텐츠가 없더라도 마찬가지였다. 래퍼 Mykki Blanco는 The Guardian에게 그러한 제한이 LGBT 유튜버들을 "경찰에 감시받고 모욕당하는" 기분을 들게 하며, "내 동영상이 노골적인 퀴어 이미지를 보여준다는 사실이 '연령 제한'이 붙는다는 명확한 동성애 혐오 메시지를 보내는 반면, 다른 시스젠더의 지나치게 성적으로 표현된 이성애 규범적 작품"은 검열되지 않는다고 밝혔다.  음악가 Tegan and Sara도 마찬가지로 제한 모드가 그들의 여러 뮤직비디오를 검열한 후 LGBT 사람들은 "제한되어서는 안 된다"고 주장했다.
유튜브는 나중에 제한 모드에서 기술적인 오류로 인해 "수십만 개"의 LGBT 관련 동영상에 잘못 영향을 미쳤다고 밝혔다.

### 오탐
2019년 2월, 자동 필터는 포켓몬 GO 모바일 게임과 클럽펭귄 온라인 게임을 다루는 여러 채널의 동영상에 제목에 "CP"가 포함되어 있다는 이유로 금지된 성적 콘텐츠를 포함하고 있다고 실수로 플래그를 지정했다. 포켓몬 Go에서 "CP"는 게임의 레벨 시스템인 "Combat Power"의 약어이며, "CP"는 클럽펭귄의 약어이지만, 유튜브의 필터가 이를 아동 포르노그래피를 지칭하는 것으로 잘못 해석한 것으로 보인다. 영향을 받은 채널은 복원되었고, 유튜브는 불편을 끼쳐드려 죄송하다고 사과했다.
2019년 8월, 유튜브는 동물 학대 정책을 위반했다는 이유로 로봇 싸움 동영상을 실수로 삭제했다.

## 2007년 검열 반대 주주 발의안
2007년 5월 10일, 구글 주주들은 회사에 대한 검열 반대 제안을 부결시켰다. 퇴직 기금을 대신하여 상당한 수의 주식을 통제하는 뉴욕시 감사관실이 제출한 실패한 제안의 내용은 다음과 같다.
1. 개별 사용자를 식별할 수 있는 데이터는 정치적 발언이 법률 시스템에 의해 범죄로 취급될 수 있는 인터넷 제한 국가에서 호스팅되어서는 안 된다.
2. 회사는 선제적인 검열에 참여하지 않는다.
3. 회사는 검열 요구에 저항하기 위해 모든 법적 수단을 사용한다. 회사는 법적 구속력이 있는 절차를 통해 요구될 경우에만 그러한 요구를 준수한다.
4. 사용자는 회사가 사용자가 접근하려는 콘텐츠를 필터링하거나 달리 검열하라는 법적 구속력이 있는 정부 요청에 동의했음을 명확하게 통보받는다.
5. 사용자는 회사의 데이터 보존 관행과 제3자와 데이터가 공유되는 방식에 대해 통보받아야 한다.
6. 회사는 법적 구속력이 있는 검열 요청이 준수된 모든 사례를 문서화하며, 해당 정보는 공개적으로 이용 가능하다.

기업 개발 수석 부사장인 데이비드 드러먼드는 "중국에서 철수하고 Google.cn을 폐쇄하는 것은 현재로서는 올바른 일이 아니다... 하지만 이 제안이 바로 그런 일을 할 것이다."라고 말했다.
CEO 에릭 슈밋과 공동 설립자 래리 페이지 및 세르게이 브린은 주주들에게 이 제안에 반대할 것을 권고했다. 그들은 함께 구글 총 주주 의결권의 66.2%를 보유하고 있었으므로, 그들 스스로 검열 반대 제안을 거부할 수 있었다.

## 러시아의 우크라이나 침공
2022년 3월 초, 구글을 위해 러시아 시장 번역을 준비하던 계약업체들은 구글로부터 업데이트를 받았다: "즉시, 진행 중인 러시아의 우크라이나 전쟁은 더 이상 전쟁으로 언급될 수 없으며, 단지 '특별한 상황'으로만 막연하게 언급될 수 있다." 따라서 구글은 러시아 제재로부터 자신을 보호하고, 크렘린이 공식적으로 발표하는 경우를 제외하고 우크라이나 전쟁에 대한 모든 정보에 대해 최대 15년의 징역형을 규정하는 새로운 법률과 관련하여 러시아 내 직원들을 박해로부터 보호하려고 했다.
2022년 러시아의 우크라이나 침공이 시작된 이후, 구글은 RT와 스푸트니크와 같은 러시아 국영 미디어를 차단했으며, 또한 RBK와 같은 비국영 언론 매체에 대해서도 동영상 호스팅 플랫폼 유튜브에서 완전히 금지함으로써 검열을 확대했다. 따라서 구글은 서비스 약관 위반을 이유로 모든 러시아 뉴스 매체를 차단하고 있다. 구글은 또한 유럽 연합의 요청에 따라 조치를 취했다.
가디언의 보도에 따르면, 우크라이나 시위대가 러시아 국기를 불태우고 러시아 국가 상징을 모욕하는 유튜브 영상이 삭제되었다.

## 같이 보기
- 유튜브